# Retablo de Santa Maria dei Fossi
El Retablo de Santa Maria dei Fossi es una pintura de Pinturicchio de 1496-1498, ahora en la Galería Nacional de Umbría en Perugia.  Inusualmente para un retablo, está pintado sobre lienzo estirado sobre paneles de madera. 

## Historia

### Comisión
Fue encargado para el altar mayor de la iglesia de Santa Maria degli Angeli en Perugia, también conocida como Santa Maria dei Fossi. El contrato para la obra está fechado el 14 de febrero de 1496 y contiene instrucciones detalladas para su producción y para su marco de madera por Mattia di Tommaso da Reggio, que imitó la arquitectura de la fachada de la iglesia. El pintor se encontraba entonces en la cima de sus poderes como favorito del papa Alejandro VI, con quien había firmado un contrato para pintar los apartamentos Borgia. 

### Descripción
La obra cuenta con siete paneles principales y dos paneles en la predela. El panel izquierdo de la predela tiene una escena de la visión de San Agustín del Niño Jesús entre dos tondos con los evangelistas Mateo y Marcos sobre fondo dorado, mientras que el panel derecho de la predela muestra a San Jerónimo en el desierto entre los tondos de Lucas y Juan.

Predela del Retablo de Santa Maria dei Fossi
El panel central muestra a la Virgen y el Niño con el infante Juan el Bautista: la Virgen María fue la santa patrona de la iglesia. Debajo de Juan está la inscripción italiana "O santo fanciullo, rimetti al Fanciullo questa croce.  Non la porterà [Giovanni] a Dio in favore del mondo, ci sarà un altro "(Oh niño santo, devuélvele al Cristo Niño esta cruz.  No llevará [a Juan] a Dios por causa del mundo, será por otro).  El Niño Jesús sostiene una granada y los frutos están esparcidos alrededor de los pies de su madre, todos simbolizando la Pasión. Sobre estas palabras están las letras B y N, interpretadas como la firma del artista, una abreviatura de B [er] N [ardinus]. Los relieves del trono de la Virgen están inspirados en los antiguos sarcófagos romanos, que luego serán redescubiertos por el Renacimiento italiano, mientras que detrás hay un paisaje de Umbría. 

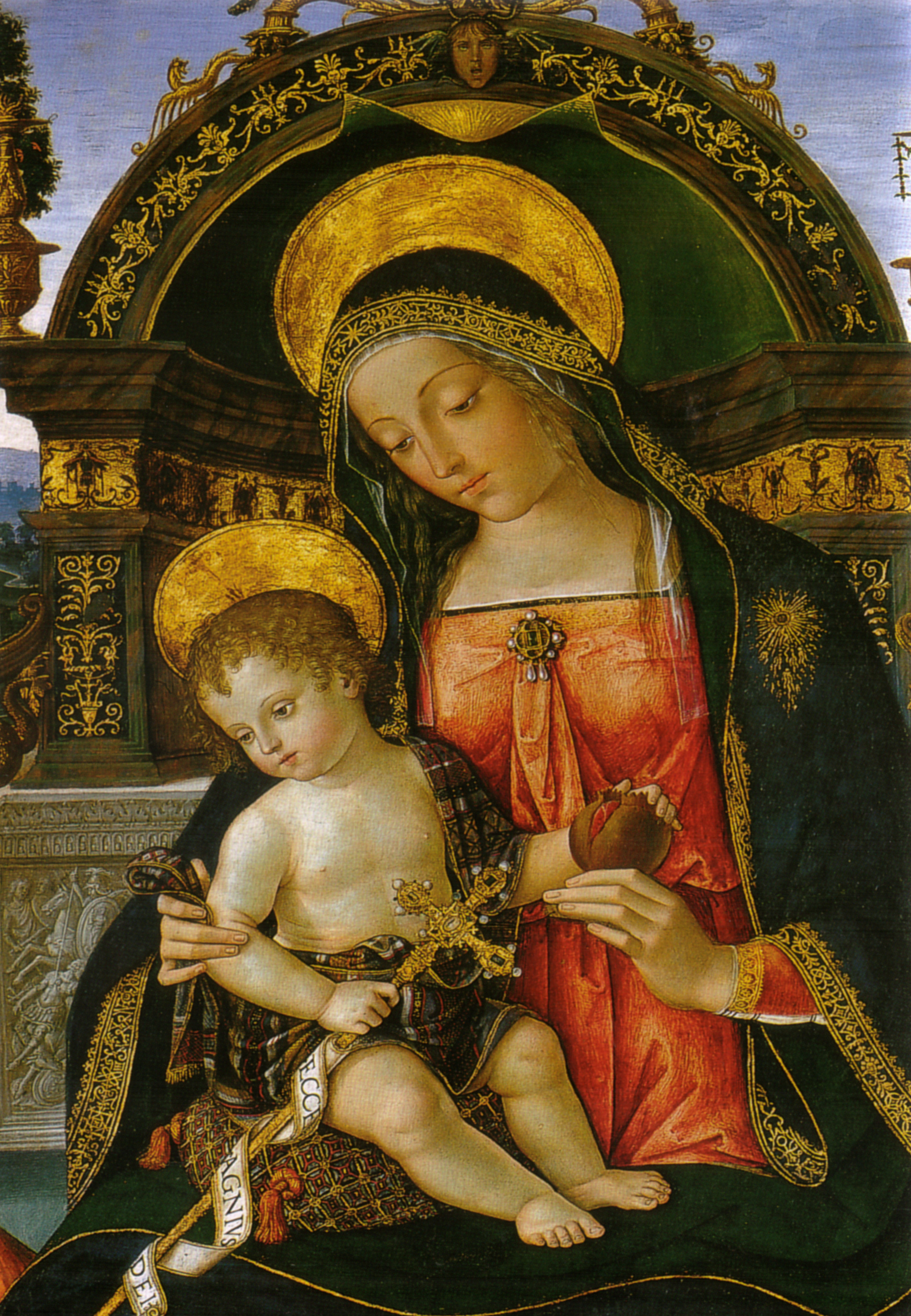
Detalle

Dos paneles principales a izquierda y derecha muestran a Agustín de Hipona (sosteniendo una manzana que simboliza el pecado original y la Pasión) y Jerónimo (sosteniendo un pequeño modelo en su mano que muestra a Santa Maria degli Angeli como estaba planeada para un proyecto de reconstrucción que nunca se completó). Ambos están de pie frente a los ricos tapices de trampantojo, influenciados por los textiles españoles en la corte de Alejandro.  Encima de estos tres paneles principales hay otra inscripción italiana, "Guarda o mortale da quale sangue sei stato redento". Fa 'che non sia scorso invano "(Mira, oh hombre mortal, esa sangre con la que has sido redimido. No dejes que haya sido en vano). El contrato también estipulaba las figuras de Ubaldo, Bernardo de Claraval, José, la santa Dignamerita de Brescia (una mártir en las persecuciones de Adriano) y otros papas, cardenales y devotos, no está claro si esos otros paneles se completaron alguna vez o si fueron parte de la decoración original de las pilastras, perdida cuando la obra se dividió a fines del siglo XVIII.
Dos paneles laterales más pequeños sobre San Agustín y San Jerónimo forman una Anunciación en dos partes, con Gabriel a la izquierda y María a la derecha; el lugar muestra un uso temprano de la decoración grutesca, mientras que los libros están pintados en un estilo influenciado por los modernos bodegones flamencos. El cimacio central muestra al Cristo muerto sujeto por dos ángeles. En la parte superior hay un tímpano que muestra al Espíritu Santo en forma de paloma. 
El pintor usó la figura de la Virgen en este trabajo como prototipo de otras obras más simples, a menudo pintadas para uso en devoción privada. Estas incluyen la Virgen y el Niño ( Biblioteca Huntington, San Marino, California ), una reproducción fiel del panel central del retablo que data de alrededor de 1498, la Virgen Davanzale en la Pinacoteca Vaticana, el Tondo Visconti-Venosta en Roma, la pequeña Virgen en el Fitzwilliam Museo en Cambridge, Reino Unido y otras obras en el Museo Ashmolean, la Galería Nacional de Escocia y el Museo Isabella Stewart Gardner en Boston.

### Historia posterior
El historiador de arte Vasari no vio el trabajo, aunque fue elogiado por los historiadores de arte locales hasta el siglo XVIII. Cuando se suprimió la iglesia bajo la ocupación napoleónica, se dividió el retablo y se perdieron la cornisa original y los paneles decorativos de los "pilastrini". La obra se reunió en 1853 y se mudó a su lugar actual.  Fue descuidado por la crítica de arte del siglo XX, aunque en 1960 Carli la remonta a la cumbre de la carrera del pintor y elogió la "extraordinaria ligereza y frescura de sus colores". Sin embargo, también lo colocó justo antes del cambio del pintor a un período menos inspirado en el que utilizó composiciones de su colección de dibujos en lugar de inventar otros nuevos.